# Bétête
Bétête település Franciaországban, Creuse megyében. Lakosainak száma 386 fő (2022. január 1.). Bétête La Cellette, Clugnat, Genouillac, Malleret-Boussac, Nouzerines, Saint-Dizier-les-Domaines és Tercillat községekkel határos.

## Népesség
A település népességének változása:
| Lakosok száma | 668  | 638  | 525  | 370  | 346  | 362  | 365  | 373  | 378  | 386  |
|               | 1968 | 1982 | 1990 | 2006 | 2013 | 2015 | 2017 | 2019 | 2020 | 2022 |